# 宇部都市圏
宇部都市圏（うべとしけん）は、山口県宇部市を中心市とする都市圏である。下関都市圏・北部九州地域との交流も深く、経済圏としては関門都市圏の一部に含まれる。また、北九州都市圏の2次商圏に含まれる。都市圏としては下関都市圏と山口都市圏に挟まれている。

## 官公庁の定義

### 宇部・小野田広域都市圏

山口県 地域区分図
が宇部・小野田広域都市圏

人口：約26万人（2015年10月1日）。
山口県が指定する旧宇部市と旧小野田市を中心とした都市計画区域は、「宇部・小野田広域都市圏」と呼ばれる。山口県発表の2016年10月1日の推計人口は256,389人。
なお、当該地区を旧郡名由来の「厚狭地域」と呼ぶことも多く、2015年まで施行されていた山口県立高校全日制普通科の学区制では、下記の3市で厚狭学区を構成していた。
- 宇部市
- 山陽小野田市
- 美祢市

### 宇部市都市圏
国土交通省による、追加条件付の 5% 通勤圏。定義は都市圏#国土交通省の定義による。範囲は宇部市と山陽小野田市、および阿知須町（山口市と合併し消滅）。

## 民間の定義

### 都市雇用圏
金本良嗣・徳岡一幸によって提案された都市圏。細かい定義等は都市雇用圏に則する。一般的な都市圏の定義については都市圏を参照のこと。
宇部市を中心市とする都市雇用圏（10% 通勤圏）の人口は約24万人（2010年国勢調査基準）。
都市雇用圏の変遷
- 10% 通勤圏に入っていない自治体は、各統計年の欄で灰色かつ「-」で示す。

| 自治体 ('80) | 1980年                 | 1990年                 | 1995年                 | 2000年                 | 2005年                 | 2010年                 | 自治体 （現在） |
| ------------ | ---------------------- | ---------------------- | ---------------------- | ---------------------- | ---------------------- | ---------------------- | --------------- |
| 山陽町       | 下関 都市圏            | 下関 都市圏            | 下関 都市圏            | 宇部 都市圏 25万8180人 | 宇部 都市圏 24万5216人 | 宇部 都市圏 23万8322人 | 山陽小野田市    |
| 小野田市     | 宇部 都市圏 22万9729人 | 宇部 都市圏 23万7389人 | 宇部 都市圏 23万7010人 | 宇部 都市圏 25万8180人 | 宇部 都市圏 24万5216人 | 宇部 都市圏 23万8322人 | 山陽小野田市    |
| 宇部市       | 宇部 都市圏 22万9729人 | 宇部 都市圏 23万7389人 | 宇部 都市圏 23万7010人 | 宇部 都市圏 25万8180人 | 宇部 都市圏 24万5216人 | 宇部 都市圏 23万8322人 | 宇部市          |
| 楠町         | 宇部 都市圏 22万9729人 | 宇部 都市圏 23万7389人 | 宇部 都市圏 23万7010人 | 宇部 都市圏 25万8180人 | 宇部 都市圏 24万5216人 | 宇部 都市圏 23万8322人 | 宇部市          |
| 阿知須町     | 宇部 都市圏 22万9729人 | 宇部 都市圏 23万7389人 | 宇部 都市圏 23万7010人 | 宇部 都市圏 25万8180人 | 山口 都市圏            | 山口 都市圏            | 山口市          |

- 2004年11月1日：宇部市が厚狭郡楠町を編入合併した。
- 2005年3月22日：小野田市と厚狭郡山陽町が合併し、山陽小野田市となった。
- 2005年10月1日：山口市、小郡町、秋穂町、阿知須町、徳地町の1市4町で新設合併し、第3代の山口市となった。

## 地域メディア
- 宇部日報
- FMきらら (cFM) - 山陽小野田市埴生地区などでは聴取不可能